# Hino nacional da Inglaterra
Não existe um hino nacional oficial da Inglaterra, pois esta é uma nação constituinte do Reino Unido, e normalmente o hino deste, God Save the King, é utilizado. Mas há certas canções patrióticas consideradas "hinos", como Land of Hope and Glory, Jerusalem e Rule, Britannia!, apresentadas em festivais.